# Johannes Mühler
Alfred  Johannes Mühler (* 18. Februar 1876 in Frohburg; † 10. April 1952 in Leipzig) war ein deutscher Fotograf.

## Leben
Johannes Mühler wurde als Sohn des Bäckermeisters Karl Emil Alfred Mühler geboren und erlernte ebenfalls das Bäckerhandwerk. Seine Mutter starb, als er fünf Jahre alt war. Mit seinem Halbbruder Paul Rudolf wuchs er unter der Obhut der dritten Frau seines Vaters in Frohburg auf. 1901 ging er nach Leipzig und ließ sich hier zum Chemigrafen ausbilden. Gleichzeitig besuchte er die Königliche Akademie für Graphische Künste und Buchgewerbe in Leipzig. Als Angestellter war er als Chemigraf tätig und führte gleichzeitig auch Fotoaufträge für seine Firma aus. 1902 heiratete er seine ehemalige Klassenkameradin Marie Anna Hermsdorf, die Tochter des dortigen Kirchendieners. Das Paar hatte zwei Töchter. Etwa ab 1922 war er als Pressefotograf tätig. Seine Vorliebe galt Landschafts- und Städteaufnahmen; ein besonderes fotografisches Faible hatte er für seinen Geburtsort Frohburg und die Dörfer und Rittergüter der Umgebung und des Weiteren für sächsische Burgen und Schlösser. Johannes Mühler fotografierte bis zu seinem letzten Lebensjahr. Er hinterließ einen reichen Bestand an zeitgeschichtlichen Dokumenten in Form von Lichtbildern insbesondere Frohburgs und seiner Umgebung (Kohren-Sahlis, Gnandstein, Greifenhain, Wolftitz, Benndorf u. v. a.).

## Werk
Ein großer Teil von seinem Nachlass wurde im Jahr 1984 von der Deutschen Fotothek Dresden erworben. Er umfasst etwa 4000 Glasplatten, die zum Teil in konservatorisch bedenklichem Zustand waren und von denen einige durch großflächige Schichtablösungen nahezu unbrauchbar geworden sind. Mühler arbeitete fast ausschließlich in den Formaten 9×12 und 13×18 und war in der Zeit zwischen 1910 und 1952 in ganz Deutschland tätig. Seine Aufnahmen fanden Verwendung für die Presse, auf Postkarten, in Heimatkalendern sowie in Fotobildbänden, sie wurden auch von Einwohnern seiner Geburtsstadt gesammelt und sind heute noch in einigen Familien vorhanden.

## Ausstellungen
- Bilder einer verlorenen Zeit. Arbeit und Alltag während der Weimarer Republik und im Dritten Reich. Fotografien von Johannes Mühler und Paul Brandt. Ausstellung vom 10. Februar bis zum 15. April 2001 im Kamera- und Fotomuseum Leipzig in Mölkau.